# Coiful rotatorilor

10. Coiful rotatorilor: 11. Supraspinos, 12. Subscapular, 13. Infraspinos, 14. Rotund mic

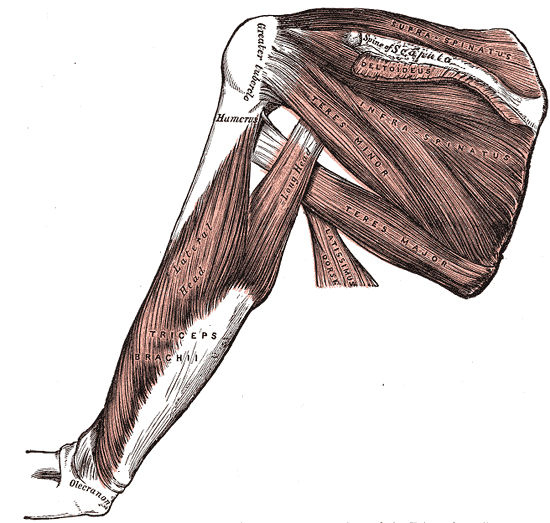
Mușchii umărului

Coiful rotatorilor sau coafa rotatorilor (abreviat CR) (în engleză rotator cuff) este o lamă tendinoasă care acoperă fața anterioară, superioare și posterioară a capsulei articulației umărului. Este compusă din tendoanele a 4 mușchi: mușchiul supraspinos (Musculus supraspinatus), mușchiul infraspinos (Musculus infraspinatus), mușchiul rotund mic (Musculus teres minor) și mușchiul subscapular (Musculus subscapularis). Prin acțiunea acestor mușchi se menține capul humeral în articulația umărului și se asigură mișcarea brațului în diferite direcții. Are un rol important în funcționalitatea umărului și reprezintă o sursă frecventă a durerii de umăr. Disfuncționalitatea coifului rotatorilor permite migrarea superioară a capului humeral datorită acțiunii opozante a mușchiului deltoid. Tendoanele coifului rotatorilor se pot rupe când sunt suprasolicitate sau lezate. 